# Victòria Combalia i Dexeus
Victòria Combalia Dexeus (Barcelona, 1952) és una crítica, assessora d'art i comissària d'exposicions catalana. És una especialista en l'obra de Dora Maar i Joan Miró. Fou nomenada Chevalière des Arts et des Lettres pel Ministeri de Cultura de la República Francesa.

## Biografia
Va estudiar Història de l'Art a la Universitat Autònoma de Barcelona. Posteriorment va completar els seus estudis a París, on va estudiar amb Tzvetan Todorov, Julia Kristeva i Michel Foucault.
Va tornar a Barcelona i des de 1974 és professora d'art contemporani a la Universitat de Barcelona. Ha col·laborat amb institucions de renom internacional, com l'Institute of Fine Arts de la Universitat de Nova York, i amb diaris com El País. A començament dels anys 1980 va col·laborar en la fundació de dues revistes, Artilugi, i ampit. Col·laborà habitualment amb el programa Millenium del Canal 33.
Té una dilatada experiència en diferents àmbits relacionats amb l'art modern i contemporani. El fet d'haver conegut diferents membres del grup surrealista (Elisa Breton, Aube Breton, Dorothea Tanning, Dora Maar, Jean-Jacques Lebel…) li permet donar al projecte expositiu un enfocament «des de dins» que altrament no hauria estat possible. Ha exercit la crítica en prestigiosos mitjans tant nacionals com internacionals. És especialista en l'obra de Joan Miró —sobre el qual ha escrit El descubrimiento de Miró ; Miró y sus críticos i Picasso-Miró: miradas cruzadas–, en Antoni Tàpies (Tàpies y Tàpies, los años ochenta), en art conceptual (La poética de lo neutro) i en Dora Maar (Dora Maar, la fotografía, Picasso y los surrealistas), de la qual és una experta internacionalment reconeguda. El 2004 va publicar El primer Eros. Àfrica, Amèrica, Oceania.
És una de les fundadores de l'Associació Catalana de Crítics d'Art i membre de l'Associació Espanyola de Crítics d'Art i de Associació Internacional de Crítics d'Art (AICA).
Entre les nombroses exposicions que ha comissariat, cal destacar «Art i Modernitat en els Països Catalans» (Kunsthalle de Berlín, 1978), «Barcelona-París-Nova York» (1985), «Tàpies, els anys vuitanta» (1988), «Joan Brossa, 1941-1991» (Museo Nacional Centro de Arte Reina Sofía, 1991), «Veure Miró. La irradiació de Miró en l'art espanyol» (Madrid, Barcelona i Palma, Fundació "la Caixa", i Las Palmas, CAAM, 1993), «Kandisky. La revolució del llenguatge pictòric» (MACBA, 1996), «Com ens veiem. Imatges i arquetips femenins» (l'Hospitalet, Centre Cultural Tecla Sala, i Madrid, Círculo de Bellas Artes, 1998), «Jardí d'Eros», (Palau de la Virreina, Barcelona 1999), «Dora Maar, la fotografia, Picasso i els surrealistes» (Múnic, Haus der Kunst; Marsella, Vieille Charité, i l'Hospitalet, Centre Cultural Tecla Sala, 2002).
El juliol de 2017 diposità temporalment a la Col·lecció MACBA diverses pintures, objectes, escultures, fotografies, collage, serigrafies i obres sobre paper.

## Obra escrita
- La poética de lo neutro. Análisis y crítica del arte conceptual. Barcelona, Editorial Anagrama. 1975
- Estudios sobre Picasso. Barcelona, Editorial Gustavo Gili. 1981
- Antoni Tàpies. Barcelona, Ediciones Polígrafa. 1984. ISBN 84-343-0387-6.
- Ràfols-Casamada. Barcelona, Ediciones Polígrafa. 1988
- El descubrimiento de Miró. Miró y sus críticos Barcelona, Editorial Destino. 1990
- Picasso-Miró, miradas cruzadas.Barcelona, Editorial Electa. 1998
- Comprender el arte moderno. Artistas. Barcelona, Random House Mondadori. 2003
- Comprender el arte moderno. Movimientos. Barcelona, Random House Mondadori. 2003
- Amazonas con pincel. Barcelona, Ediciones Destino. 2006
- Oiseaux de cage. (amn Àngel Bofarull Viladás), Madrid, Fernando Villaverde Ediciones. 2007
- Serás quien yo quiera. Madrid, Fernando Villaverde Ediciones. 2008